# Autosan A1012T
Autosan A1012T Lider – autobus międzymiastowy produkowany od 1996 roku jako model A10-12T.01 Lider przez zakłady Autosan w Sanoku. Powstaje także w odmianach podmiejskiej i szkolnej. Należy do modułowej rodziny A10 Lider.

## Historia modelu
Traktowany przez producenta jako turystyczny, model Autosan A10-12T.01 Lider był następcą odmian turystycznych serii Autosan H10: H10-12.18 oraz H10-12.21.
Autosan A1012T Lider jest 12-metrową odmianą modelu Autosan A1010T Lider.
W 2005 roku zaprezentowano szkolną odmianę A1012T Eagle dostosowane do ruchu lewostronnego. Jest ona sprzedawana na rynkach Wielkiej Brytanii i Irlandii.
Następcą tego modelu jest m.in. A1213C Eurolider.

## Galeria

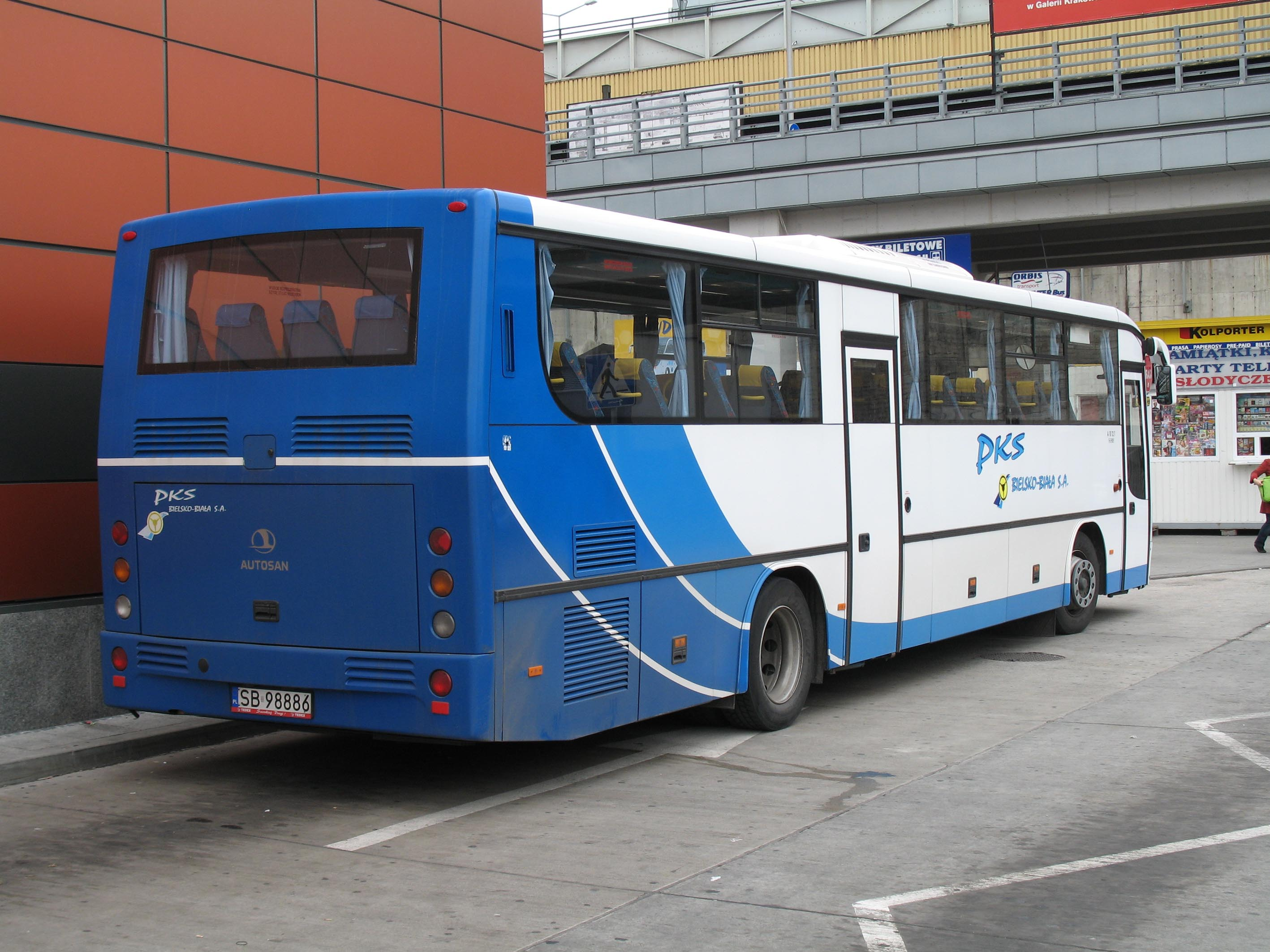
Ściana tylna modelu Autosan A1012T Lider
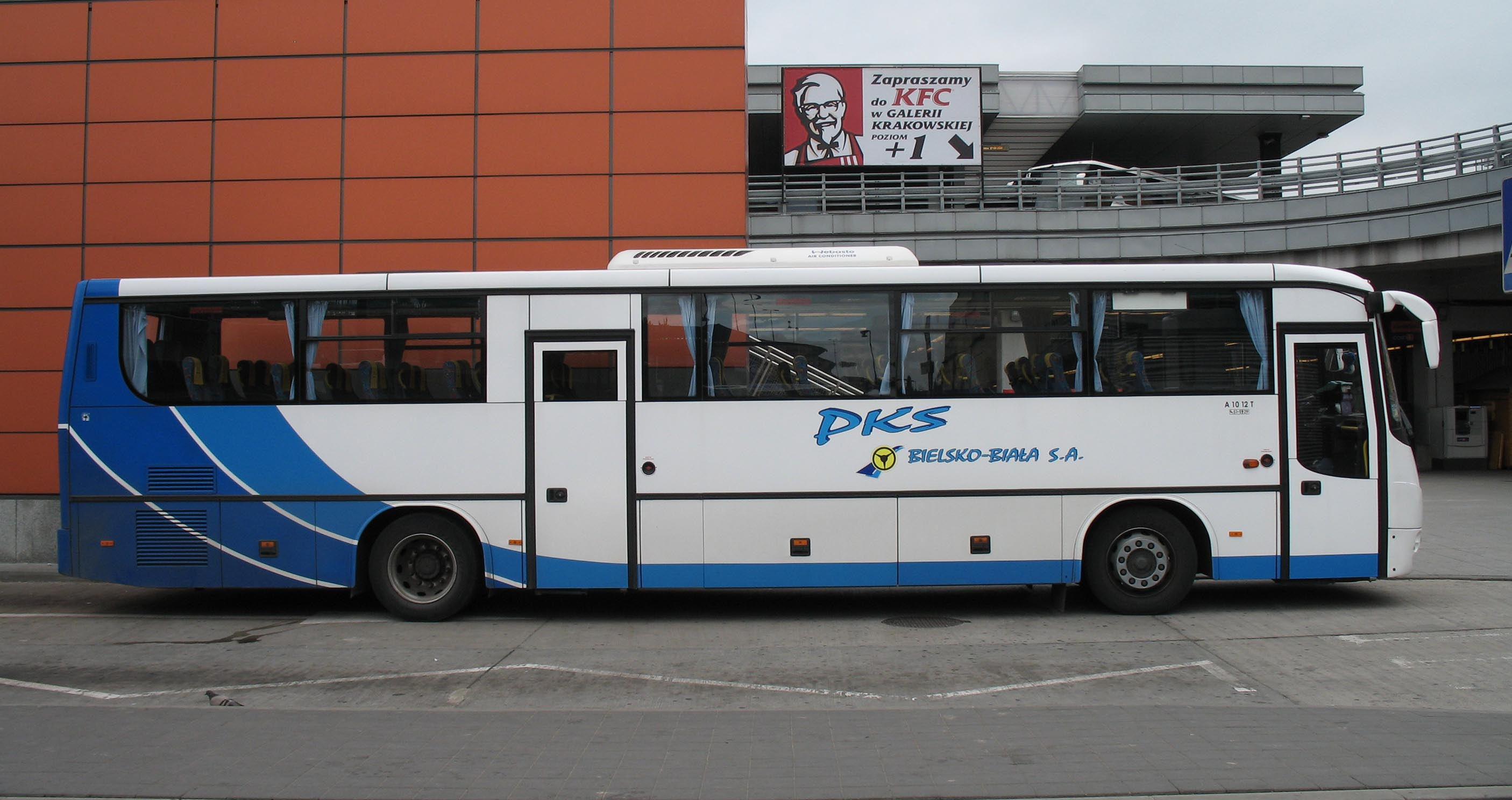
Ściana boczna modelu Autosan A1012T Lider
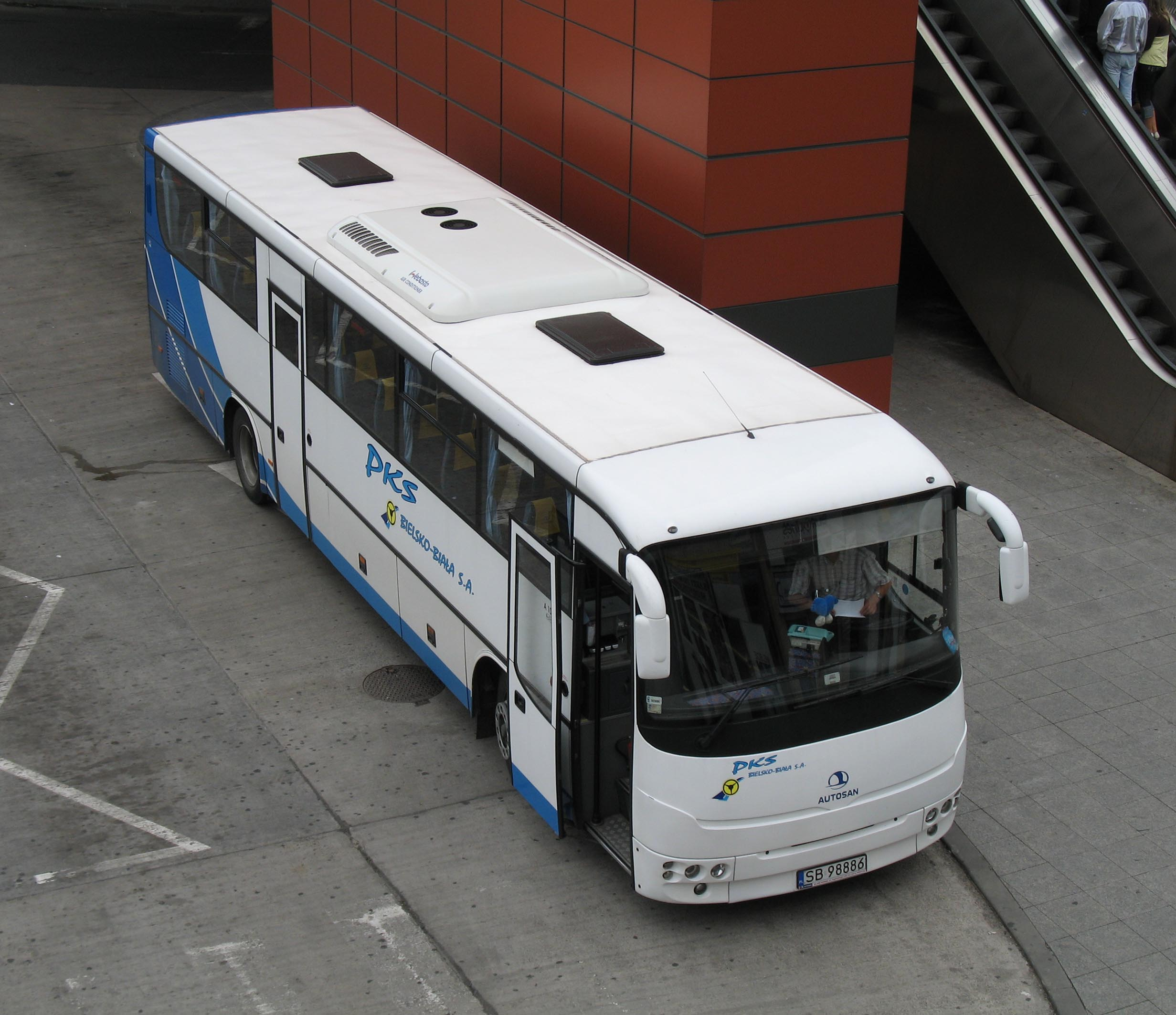
Autosan A1012T Lider z klimatyzacją, widok od góry